# Pavel Haas
Pavel Haas (21. června 1899 Brno – 17. října 1944 koncentrační tábor Osvětim) byl český hudební skladatel první poloviny 20. století.

## Život
Pocházel z brněnské židovské rodiny; jeho bratr Hugo se stal filmovým hercem a režisérem. Spolupracoval s ním na třech filmech, pro které složil hudbu (Život je pes, Mazlíček a Kvočna). Zamiloval se do vdané lékařky Soni Jakobsonové (manželky ruského jazykovědce Romana Jakobsona), která se rozvedla, aby se mohli 17. října 1935 vzít. Roku 1937 se jim narodila dcera Olga – později herečka. Na manželčino přání se plně věnoval skládání. Dokončil operu Šarlatán, a ta měla premiéru v dubnu 1938. Po příchodu německých vojsk zvažovali emigraci, ale neměli štěstí a nezískali potřebná víza. Jeho bratr Hugo Haas úspěšně emigroval s manželkou Bibi do USA, ale svého několikatýdenního syna Ivana přenechal v péči brněnských příbuzných.
Studoval na Brněnské konzervatoři u Jana Kunce, Viléma Petrželky a Leoše Janáčka.

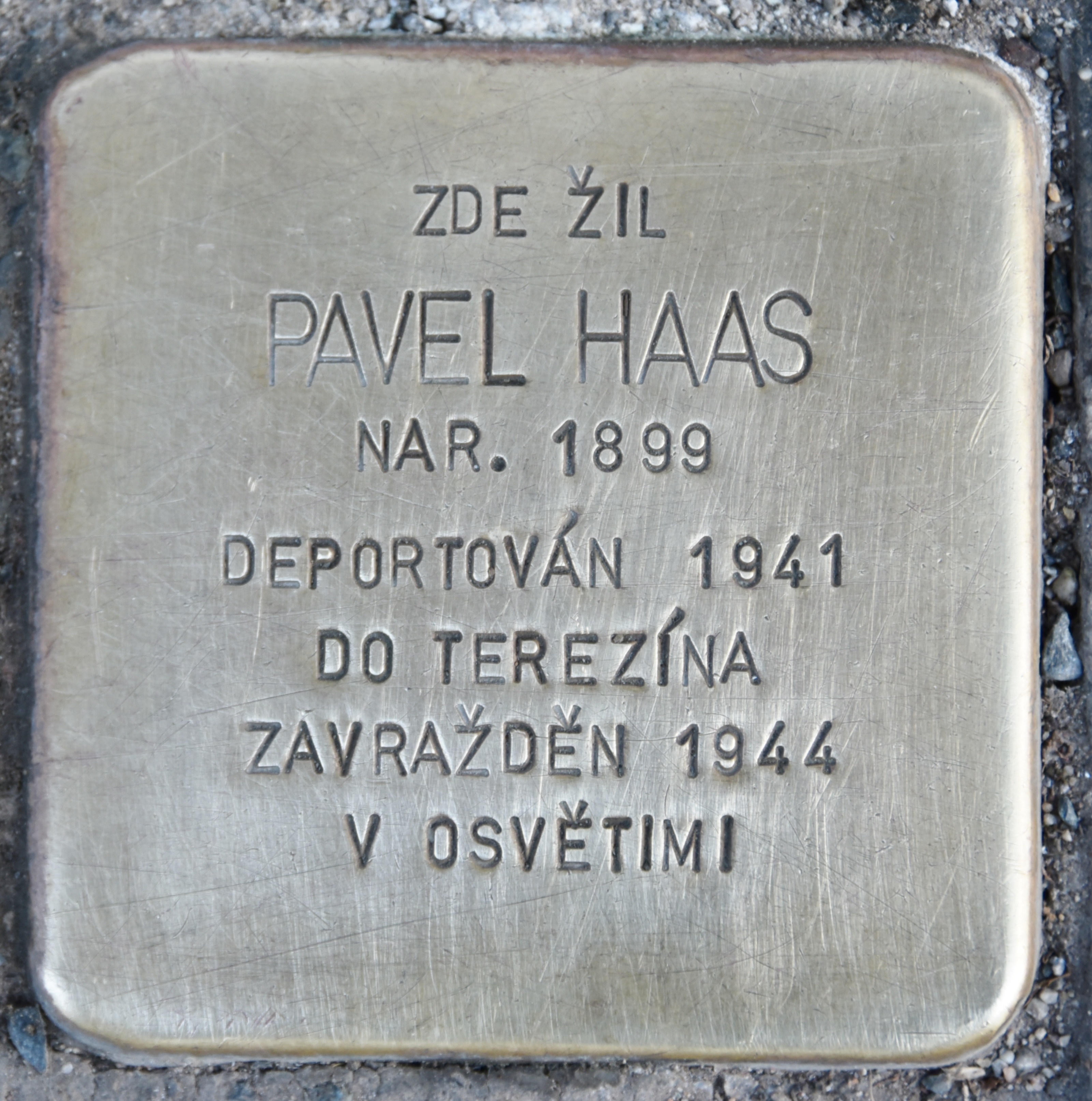
Kámen zmizelých ve Smetanově ulici Brně

Jeho hudební dílo zahrnuje jen několik desítek skladeb; uplatňují se v něm prvky české a moravské lidové hudby, často také cituje husitské písně a Svatováclavský chorál. Na přelomu třicátých a čtyřicátých let pracoval na symfonii, kterou však již nestačil dokončit. Dne 2. prosince 1941 byl deportován do Terezína, kde byl zdrcen poměry, v nichž se náhle ocitl. Přesto složil na hebrejský text mužský sbor Nenaříkej (Al S´fod). Z Terezína byl transportován 16. října 1944 do Osvětimi, kde bylo 17. října 1944 rozhodnuto, že bude poslán do plynové komory.

## Dílo

### Opera
- Šarlatán. Tragikomická opera na vlastní libreto o 3 jednáních v 7 obrazech (1934-37)

### Orchestrální skladby
- Zesmutnělé scherzo pro velký orchestr op. 5 (1921)
- Předehra pro rozhlas pro malý orchestr, 4 mužské hlasy a recitaci, op. 11 (1930-31)
- Žalm 29 pro varhany, baryton, ženský sbor a malý orchestr, op.1 2 (1931-32)
- Suita z opery Šarlatán pro velký orchestr, op. 14 [1936)
- Symfonie pro velký orchestr (1940-41, nedokončena)
- Studie pro smyčcový orchestr (1943)

### Vokální skladby

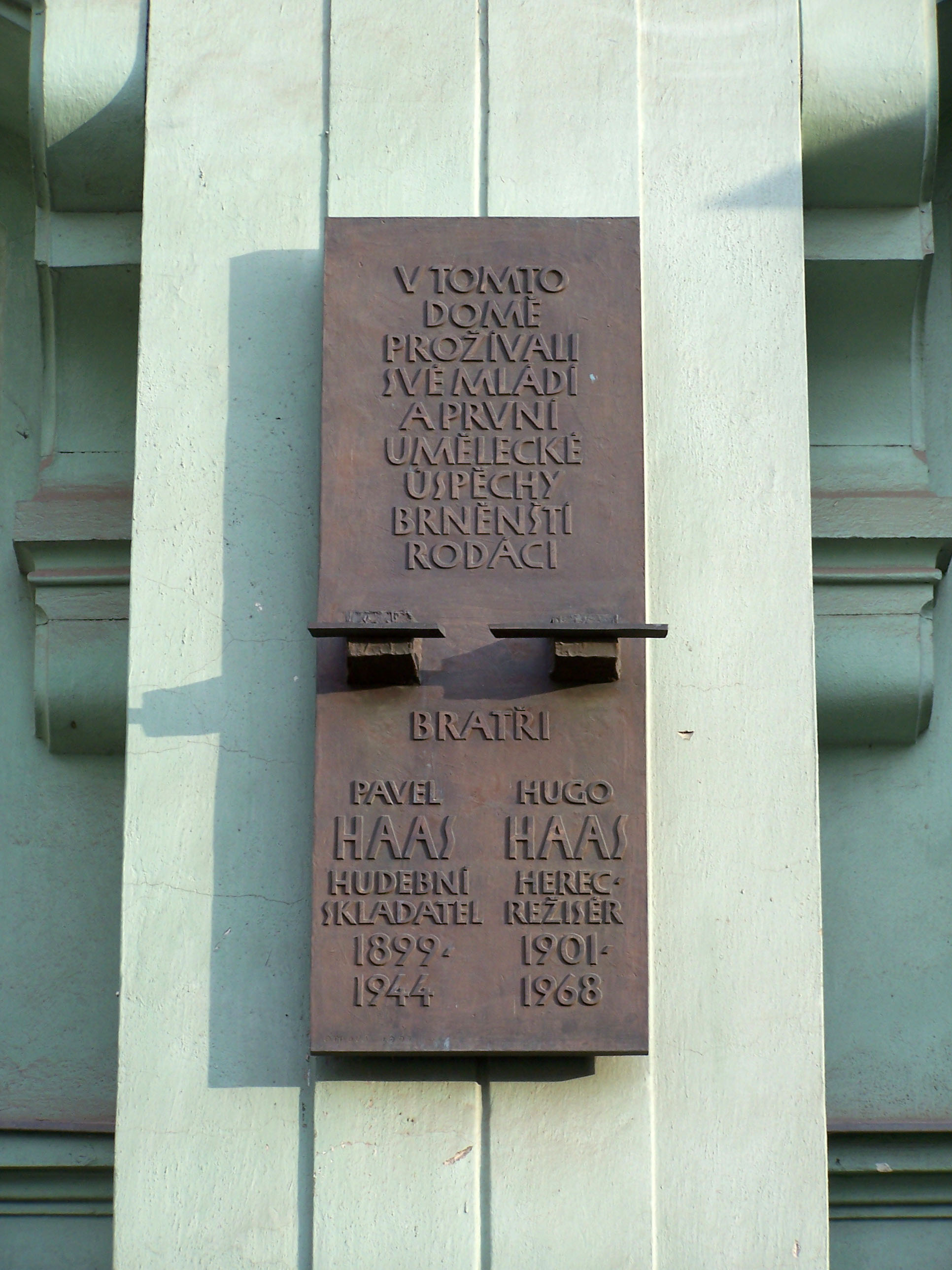
Pamětní deska bratrům Haasovým v Biskupské ulici v Brně

- Karneval op. 9 (mužský sbor, slova Dalibor Chalupa), (1928-29)
- Al s'fod (mužský sbor, slova David Shimoni, 1941)
- Šest písní v lidovém tónu pro soprán a klavír nebo orchestr, op. 1 (1918-19, 1938)
- Tři písně pro soprán a klavír na slova J. S. Machara op. 2 (1919-20)
- Čínské písně pro alt a klavír op. 4 (slova Kao-ši, Cui-hao, Thu-fu, 1921)
- Vyvolená. Pro tenor, flétnu nebo pikolu, housle, lesní roh a klavír na slova Jiřího Wolkera, op.8 (1927)
- Sedm písní v lidovém tónu na slova F. L. Čelakovského pro vyšší hlas a klavír, op.18 (1940)
- Čtyři písně na slova čínské poesie pro bas nebo baryton a klavír. Překlad Bohumil Mathesius.
  - Zaslechl jsem divoké husy, text: Wej Jing-wu
  - V bambusovém háji, text: Wej Jing-wu
  - Daleko měsíc je domova, text: Chang Chiu-ling
  - Probdělá noc, text: Han Yu

### Komorní skladby
- I. smyčcový kvartet op. 3 (1920)

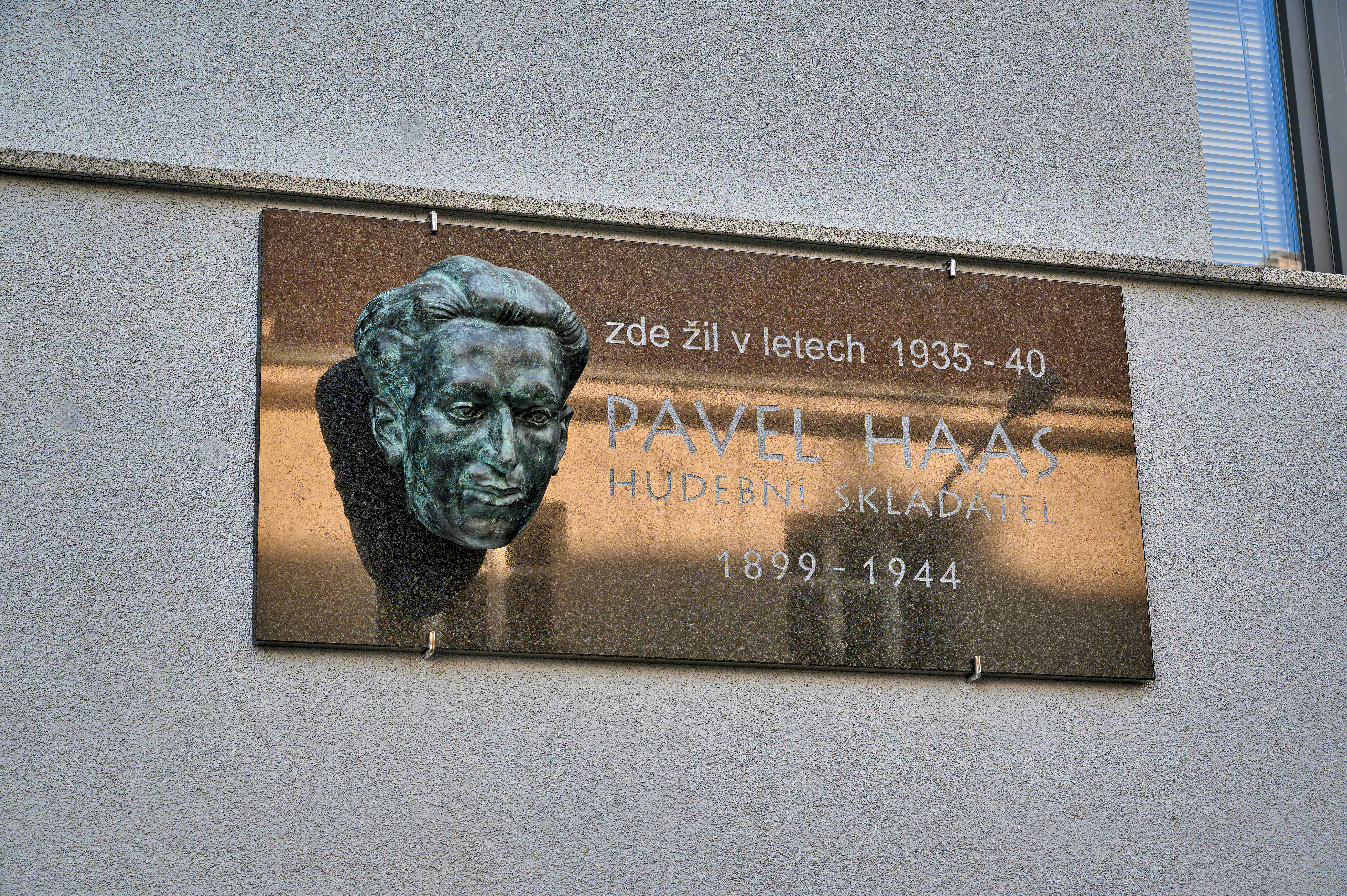
Pamětní deska Pavla Haase v Havlíčkově ulici v Brně

- II. smyčcový kvartet s bicími nástroji ad lib. "Z opičích hor" op. 7 (1925)
- III. smyčcový kvartet op. 15 (1927-28)
- Fata morgana. Klavírní kvintet s tenorovým sólem na slova Rabindranáta Thákura, op. 6 (1923)
- Dechový kvintet, op. 10 (1929)
- Suita pro klavír op. 13 (1935)
- Allegro moderato pro klavír (1938)
- Suita pro hoboj a klavír, op. 17 (1939)

## Odraz v kultuře
Pavel Haas je také jednou z ústředních postav románu Bezejmenní. Příběh, do kterého byla jeho osobnost zasazena, je sice založen na pravdivých událostech, sám Pavel Haas v něm ale ve skutečnosti nefiguroval.